# Wadi asz-Szabb
Wadi asz-Szabb (arab. ‏وادي الشاب‎, Wādī aš-Šābb) – wadi w Omanie, w Prowincji Południowo-Wschodniej, położone 140 km od Maskatu. Mostem poprowadzono nad nim dwujezdniową drogę nr 17. Jest oddalone o 2 km od Wadi Tiwi. Dolina ta słynie z krystalicznie czystych turkusowych basenów, naturalnych wodospadów oraz spektakularnych formacji skalnych. Wadi asz-Szabb jest jedną z najczęściej odwiedzanych atrakcji przyrodniczych w Omanie i stanowi popularne miejsce pieszych wędrówek oraz kąpieli wśród lokalnych mieszkańców i turystów.
Dojście do głównych atrakcji wąwozu wymaga przeprawy łodzią przez krótki odcinek wody (ok. 1 OMR za osobę), a następnie około 45–60 minut marszu szlakiem wzdłuż doliny, który prowadzi do ukrytej jaskini z wodospadem. Teren jest częściowo zacieniony i dostępny bez przewodnika, choć w porze letniej zaleca się wizytę rano ze względu na wysokie temperatury.
Wadi asz-Szabb przecina droga krajowa nr 17 prowadząca z Maskatu do Sur, która została poprowadzona nad wąwozem estakadą. Wąwóz znajduje się zaledwie 2 km od sąsiedniego Wadi Tiwi, również popularnego wśród podróżników.